# Els Horts (Claverol)
Els Horts és un paratge del terme municipal de Conca de Dalt, a l'antic terme de Claverol, al Pallars Jussà, en territori que havia estat del poble de Claverol (Conca de Dalt). Estan a sota i a migdia de Claverol, al damunt i a la dreta del barranc de Claverol.